# Nationaal Park Brabantse Wouden
Het Nationaal Park Brabantse Wouden is een nationaal park in de Belgische provincie Vlaams-Brabant, opgericht in 2023.

## Situering

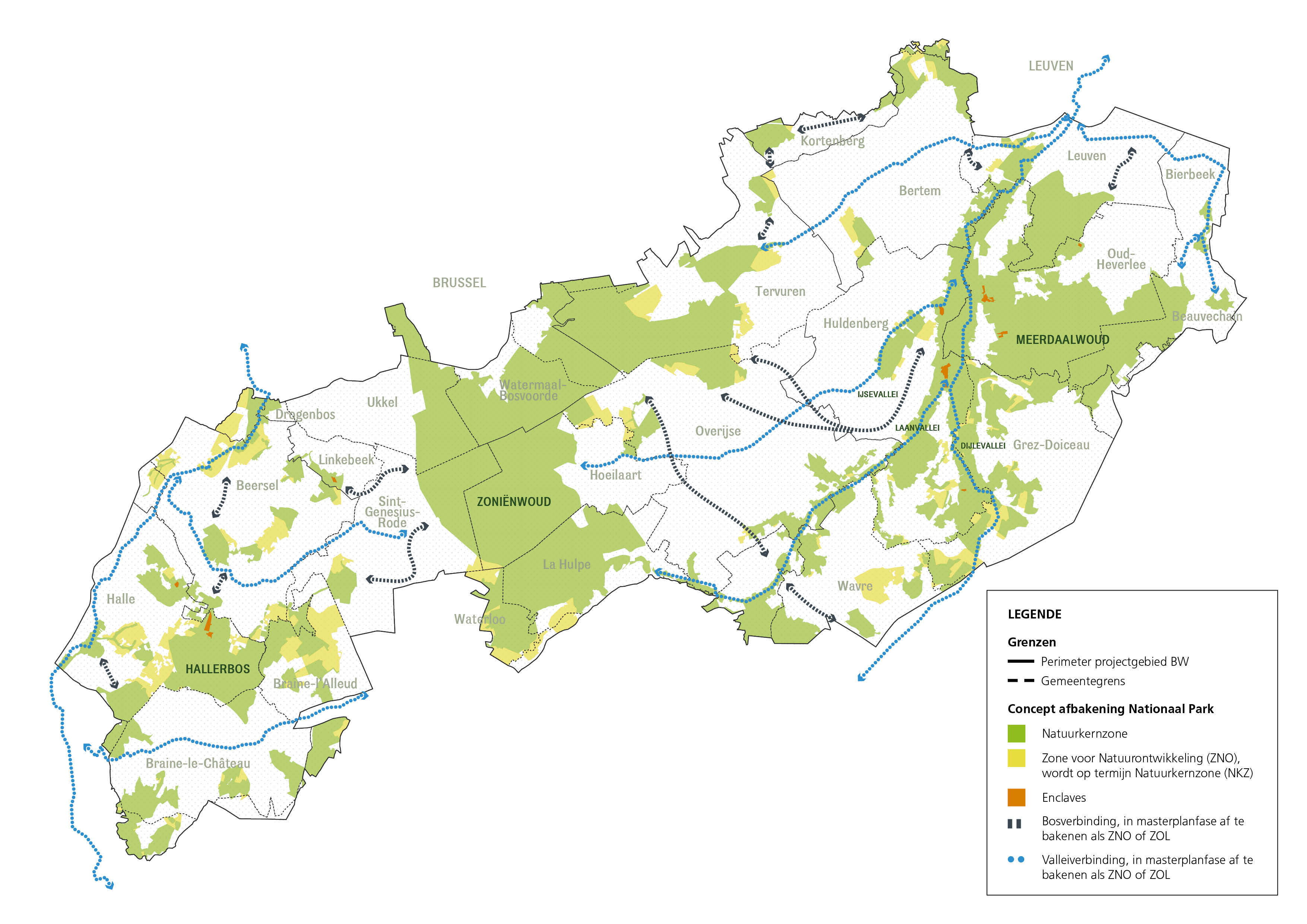
Overzichtskaart van de Brabantse Wouden (het Vlaamse deel werd in 2023 erkend als nationaal park)

Het Nationaal Park Brabantse Wouden omvat onder andere de historische wouden Hallerbos, Lembeekbos, Begijnenbos, Zoniënwoud, Kapucijnenbos, Meerdaalwoud en Rodebos. Tussen deze wouden ligt een mozaïek van bossen, akkers en weiden. Met daarbij authentieke dorpen en de meanderende rivieren Dijle, IJse en Laan. Het Nationaal Park Brabantse Wouden vormt de grootste natuur- en groengebieden in de provincie Vlaams-Brabant. Delen van het Zoniënwoud zijn erkend als UNESCO werelderfgoed.

## Geschiedenis
Ooit bedekte het immense Kolenwoud de hele streek, en nog steeds omvatten de Brabantse Wouden liefst 85% van de echte oude bossen in Vlaanderen. Meer dan 10.000 monumentale bomen met een omtrek van meer dan 300 cm illustreren de waarde van deze boscomplexen. Maar door de eeuwen heen raakte dat woud versnipperd. Daardoor ging de biodiversiteit achteruit en werd de natuur kwetsbaarder.

### Herwaardering
Al jaren gebeuren er inspanningen om de natuur in de streek te herwaarderen. Zo bundelen de provincie Vlaams-Brabant, het Agentschap voor Natuur en Bos, en de gemeenten de krachten in drie strategische projecten in het gebied: Horizon+, Zennevallei en Walden.  

### Nationaal Park sinds 2023
De Vlaamse overheid heeft vier Nationale Parken ingericht in Vlaanderen. Zo’n Nationaal Park biedt een combinatie van topnatuur en unieke belevingen rond natuur, landschap en de streek voor bewoners en binnen- en buitenlandse bezoekers. De bestaande bos- en natuurgebieden zullen beter met elkaar worden verbonden via natuurontwikkelingszones en recreatieve verbindingen. Dit gebeurt in samenspraak met landbouwers en grondeigenaars. Zo evolueren de Brabantse Wouden tot een samenhangend geheel van sterkere en beter beleefbare authentieke natuur. Verbindende landschappen maken de Brabantse Wouden weerbaarder tegen klimaatverandering. Met enerzijds recreatieluwe  zones, waar natuurbescherming  centraal staat, en anderzijds actieve recreatie in zorgvuldig gekozen gebieden.
Aan de erkenning als Nationaal Park hangt een structurele ondersteuning vast van de Vlaamse overheid. Voor de mogelijke erkenning van de Brabantse Wouden sloegen de partners provincie Vlaams-Brabant, het Agentschap voor Natuur en Bos (ANB), de Vrienden van Heverleebos en Meerdaalwoud, de Koninklijke Schenking en twaalf betrokken gemeenten (Overijse, Beersel, Bertem, Bierbeek, Halle, Hoeilaart, Huldenberg, Kortenberg, Leuven, Linkebeek, Oud-Heverlee en Tervuren) de handen in elkaar.
Samen dienden ze in september 2021 een conceptnota in als eerste stap naar een erkenning. Midden januari 2022 werden de Brabantse Wouden geselecteerd als een van de zes weerhouden kandidaten voor de erkenning als Nationaal Park. Eind mei 2023 dienden de partners samen een masterplan in met concrete voorstellen om de natuur in de Brabantse Wouden te verbinden, met plaats voor landbouw, recreatie en wonen.
In oktober 2023 werden uiteindelijk vier nationale parken gecreëerd, waaronder de Brabantse Wouden.